# Clifford Irving (Politiker)
Edward Clifford Irving, CBE (* 24. Mai 1914; † 13. Juli 2004 in Douglas, Isle of Man) war ein britischer Politiker auf der Isle of Man, der unter anderem von 1955 bis 1995 mit Unterbrechungen Mitglied des Parlaments (Tynwald) war. Er war zudem zwischen 1977 und 1981 als Vorsitzender des Exekutivrates (Chairmen of the Executive Council) Regierungschef der Isle of Man.

## Leben
Edward Clifford Irving, Sohn von William Radcliffe Irving und dessen Ehefrau Mabel Henrietta Cottier, wurde 1955 erstmals Mitglied des House of Keys, des Unterhauses des Parlaments (Tynwald), und gehörte diesem nach seinen darauf folgenden Wiederwahlen als Vertreter des Wahlkreises Douglas North bis 1962 an. 1966 wurde er wieder zum Mitglied des House of Keys gewählt und vertrat nunmehr bis 1981 den Wahlkreis Douglas East. Berühmt wurde er in den 1960er Jahren als Mitglied der Tourismusbehörde (Tourist Board), als er jedem, der in den Gewässern der Isle of Man eine Meerjungfrau findet, eine Belohnung von 10.000 Pfund Sterling versprach. 1971 wurde er als Nachfolger von William E. Quayle Vorsitzender der Tourismusbehörde und bekleidete dieses Amt bis 1981, woraufhin Edmund Lowey ihn ablöste.
Irving wurde darüber hinaus Januar 1977 als Nachfolger von Percy Radcliffe Vorsitzender des Exekutivrates (Chairmen of the Executive Council) und damit Regierungschef der Isle of Man. Er bekleidete dieses Amt bis zum 24. November 1981 und wurde daraufhin wiederum von Percy Radcliffe abgelöst. Für seine langjährigen Verdienste wurde er 1985 zum Commander des Order of the British Empire (CBE) ernannt.
Nachdem Betty Hanson zum Mitglied des Legislative Council ernannt worden war, wurde Irving bei der dadurch erforderlichen Nachwahl (By-election) im Wahlkreis Douglas West wieder zum Mitglied des House of Keys gewählt und gehörte diesem nunmehr für weitere zwei Jahre bis 1986 an. Zuletzt wurde er 1987 als Nachfolger von Matthew „Matty“ Ward selbst Mitglied des Gesetzgebenden Rates (Legislative Council), und damit des Oberhauses des Tynwald, dem er bis 1995 angehörte.
Aus seiner 1941 geschlossenen Ehe mit Nora Page gingen ein Sohn und eine Tochter hervor.